# Вудланд Бич (Мичиген)
Вудланд Бич (енгл. Woodland Beach) насељено је место без административног статуса у америчкој савезној држави Мичиген.

## Демографија
По попису из 2010. године број становника је 2.049, што је 130 (-6,0%) становника мање него 2000. године.
| Група             | 2000.         | 2010.         |
| Белци             | 2.122 (97,4%) | 1.940 (94,7%) |
| Афроамериканци    | 5 (0,2%)      | 9 (0,4%)      |
| Азијати           | 0 (0,0%)      | 1 (0,0%)      |
| Хиспаноамериканци | 19 (0,9%)     | 52 (2,5%)     |
| Укупно            | 2.179         | 2.049         |